# 哈里許·烏斯曼
哈里許·烏斯曼（英語：Harish Uthaman，1982年4月5日—），印度男演員，主要出演泰米爾語、泰盧固語、馬拉雅拉姆語和卡納達語電影。他在《賜與》（2010年）中首次擔任主角，隨後在《榮譽》（2013年）、《潘迪亞的王國》（2013年）、《船長》（2014年）、《權力》（2014年）、《富有的人》（2015年）和《機關槍囚徒》（2019年）等電影中扮演反派角色。

## 早年及個人生活
哈里許·烏斯曼生於喀拉拉邦坎努爾的一個馬拉亞利家庭。他與孟買的知名化妝師阿姆里特·卡延普爾（Amrita Kalyanpur）結婚；婚禮2018年9月6日在喀拉拉邦古魯瓦尤爾寺舉行，在親朋好友的見證下舉行了親密的傳統儀式。他們於2019年離婚。2022年，哈里許與馬拉雅拉姆演員欽努·庫魯維拉（Chinnu Kuruvila）結婚。

## 外部連結
- 哈里許·烏斯曼在互联网电影资料库（IMDb）上的資料（英文）